# Mabuni Kenei
Mabuni Ken’ei (摩文仁 賢榮), född den 13 februari 1918 i Shuri (i dag en del av Naha), Okinawa prefektur), död 19 december 2015, var en japansk karatemästare i Shitō-ryū, 10:e dan, okinawansk medborgare.

## Tidiga år
Mabuni Ken’ei kom, som son till Shitō-Ryū-grundaren Mabuni Kenwa och en av de viktigaste karateexperterna i stridskonstens historia, redan från barndomen i kontakt med karate och flera av dess betydande företrädare, såsom Funakoshi Gichin, Miyagi Chōjun eller Motobu Chōki. Vid sidan om karaten skaffade han sig även insikter i flera andra stridskonster såsom aikidō, kendō, Okinawansk koryu bujutsu, jūjutsu, jūdō, och ninjutsu.

## Senare verksamhet
Själv 34 år blev Ken’ei, vid sin faders död 1952, den officiell efterträdaren som överhuvud för Shitō-Ryū, dess andre sōke. 
Fortfarande på ålderns höst dök Mabuni Kenei upp på olika håll i världen med ett seminarium för att lära ut lite autentisk traditionell karatedō. Han underströk särskilt vikten av karatedōs andliga värden och innehåll. Utan att direkt ta avstånd från sportorienterad karate företrädde han en klar distinktion mellan traditionell karatedō och karatesport.
Bland hans bedrifter finns att ha färdigställt faderns ofullbordade kata Shimpā. Han publicerade också flera böcker om karate.